# Quinje
Quinje é uma vila e comuna angolana que se localiza na província de Malanje, pertencente ao município de Calandula.